# Casa del Doncel
La Casa del Doncel o palacio de los Marqueses de Bédmar es un edificio de estilo gótico civil ubicado en barrio medieval de Sigüenza (Guadalajara, España).

## Descripción
El edificio consta de tres pisos, una estructura asentada en tres crujías y está construido en piedra sillar de caliza y arenisca. La fachada almenada se orienta al sur y se divide en tres partes: el inferior es la mayor, donde se sitúa la puerta en arco de medio punto y los escudos de los Vázquez de Arce y de los Sosa; en el central, una ventana mayor en el centro y otra menor en la derecha, coronadas por el escudo de los Vázquez de Arce y Sosa, y la superior con un ventanal coronado por las almenas. El interior ha sido alterado a lo largo del tiempo y es difícil averiguar cuál es la estructura original y cuál la añadida posteriormente.

## Historia
El edificio empezó a construirse en el siglo XIII aunque de sus primeros cimientos no quedan apenas restos. Volvió a ser completamente levantada entre la segunda mitad del siglo XV y principios del XVI. En su larga existencia ha sido la estancia de personajes y familias ilustres, como los Vázquez de Arce y Sosa y los Marqueses de Bédmar.
El edificio ha tenido diferentes usos a lo largo de su historia y sus diferentes habitantes fueron dividiendo espacios hasta configurar su estructura laberíntica actual.
En 1997, ante la situación de abandono de la Casa, se planteó una iniciativa para actuar en ella, con la creación de la Fundación Ciudad de Sigüenza. Dos de sus patronos, a título personal compraron la casa, que desde hacía 5 años estaba a la venta, tenía aprobado un proyecto, básicamente de demolición de su interior y mantenimiento de la fachada. 
Buscaron opciones en las diferentes instituciones, para participar en la Fundación, con el objetivo de sacar la Casa adelante, fue improductivo. Y finalmente, después de llamar a muchas puertas, apareció el Rector de la Universidad de Alcalá, D. Manuel Gala Muñoz. 
La Fundación ofreció la Casa y en diciembre de 1998, la Universidad la adquirió con el compromiso de llevar a cabo un Centro de Prácticas Docentes Universitarias. Durante 4 años. el papel de la Fundación Ciudad de Sigüenza fue fundamental para agilizar los trámites en lo que supuso toda la ampliación al proyecto de la Casa junto con otras cuatro propiedades anexas. El espacio de la Casa, junto con la Hospedería Porta Coeli se inauguró el 5 de octubre de 2002. 
Ahora pertenece a la Universidad de Alcalá de Henares que lo ha rehabilitado como museo, sala de lectura y aulario para cursos de verano.
Una réplica de la misma puede verse en el Pueblo español de Barcelona, construido con motivo de la Exposición Internacional de 1929.